# Platja de la Clota Grossa
La platja de la Clota Grossa és una petita platja situada dins del port de l'Escala, o port de la Clota Grossa, al municipi de l'Escala (Alt Empordà). Té una longitud de 58 metres i una amplada de 10 metres, formada per còdols. Davant de la platja o sobre la sorra hi varen barques de vela llatina.